# وادي شيبانة
وادي شيبانة هو واد في السراة في محافظة بلقرن غربي مدينة سبت العلاية على بعد أربعة كيلوات تسيل مياهه من شمالي قرى الشعب لقبيلة بلقرن باتجاه الشمال الشرقي ويستمر متعرجاً حتى يلتقي مع وادي تبالة شمالي بلدة بلدة البظاظة بعد التقائه مع وادي فخذ، ويعتبر من المنتزهات الطبيعية فمياهه جارية وتكثر به الجداول والغدران وأشجار العرعر والعتم (الزيتون البري) والطلح.